# Medida provisoria

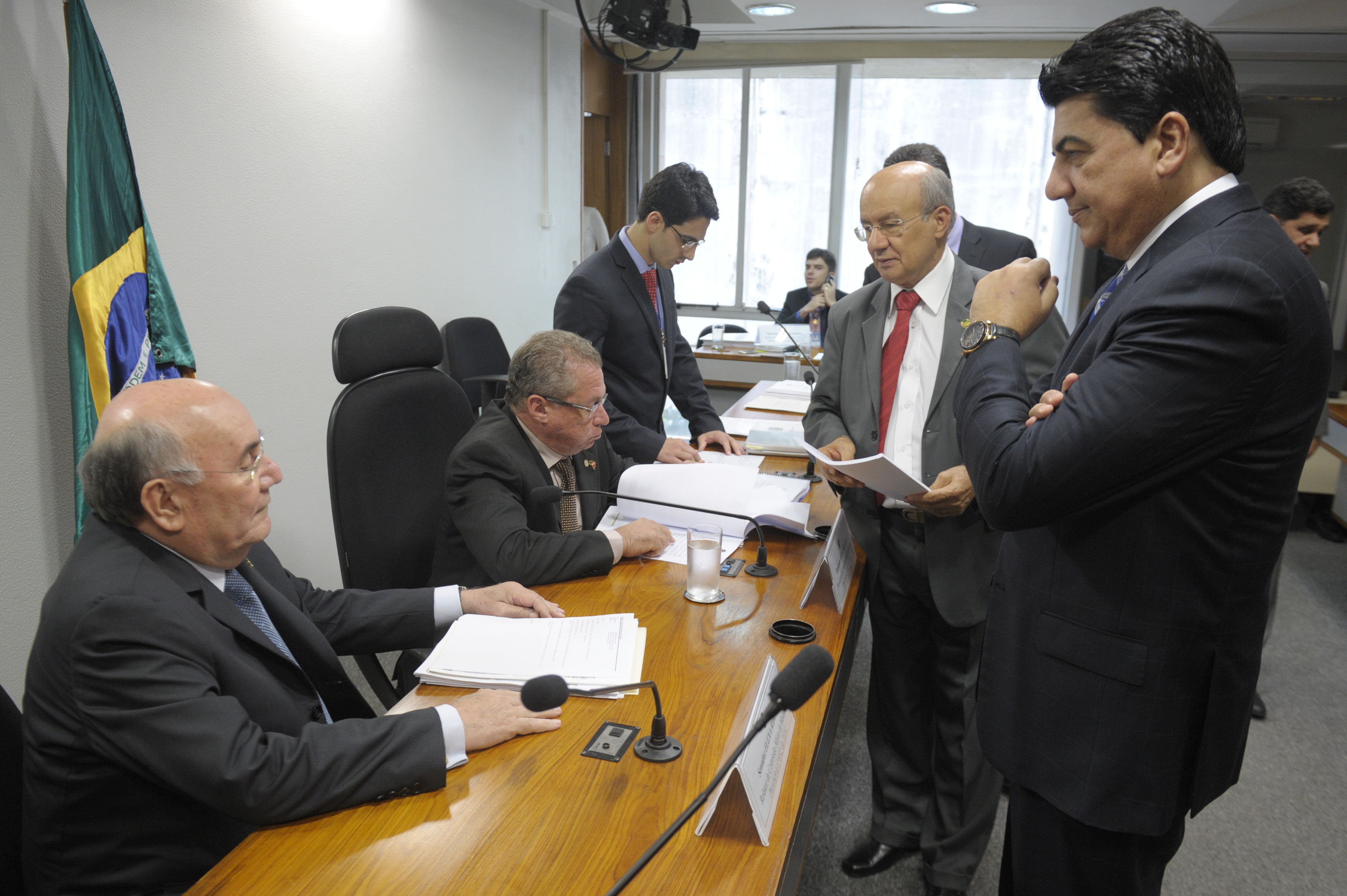
Miembros del Senado Federal discuten sobre una Medida Provisional

En el ámbito del derecho constitucional brasileño, una medida provisoria (MP) (en portugués medida provisória) es una norma con fuerza de ley del Presidente de la República, dictada sin la participación del Poder Legislativo, que sólo participará más tarde para discutirla y aprobarla. El fundamento jurídico de las medidas provisorias se describe en el artículo 62 de la Constitución Federal, que las caracteriza como posibles en casos de urgencia y relevancia.
La vigencia de la MP es de 60 días, prorrogados automáticamente por el mismo período si no se ha realizado la votación en el Congreso. Si la MP no es tratada dentro de los 45 días, contados desde su publicación, entra en régimen de emergencia, con la suspensión de la tramitación de todas las demás actividades legislativas.
Es similar a la norma jurídica argentina del decreto de necesidad y urgencia (DNU).

## Origen
El origen histórico de la Medida Provisional se remonta al Decreto-Ley del Estatuto albertino de Italia de 1848. En Italia, el uso de los decretos-ley, por su rapidez en la tramitación y eficacia, se hizo aún más fuerte en el contexto posterior a la Primera Guerra Mundial, teniendo en cuenta que los problemas latentes debían resolverse de manera rápida. En 1937, con la Constitución modificada por Getúlio Vargas, este proceso italiano pasó a formar parte del ordenamiento jurídico brasileño y permaneció así hasta la Constitución de 1967, que consagró la centralización del Poder Ejecutivo. Con la vuelta de la democracia y la reforma de la Constitución, los convencionales constituyentes decidieron modificar el decreto-ley en algunos puntos críticos, en un intento de quitarle el carácter autoritario que marcó su aplicación en el Gobierno Militar, y, así, recrear un nuevo instrumento. En vista de esto, la creación de la Medida Provisional fue introducida en el ordenamiento jurídico en el artículo 62 de la Constitución de la República Federativa del Brasil.